# Traktat kiloński

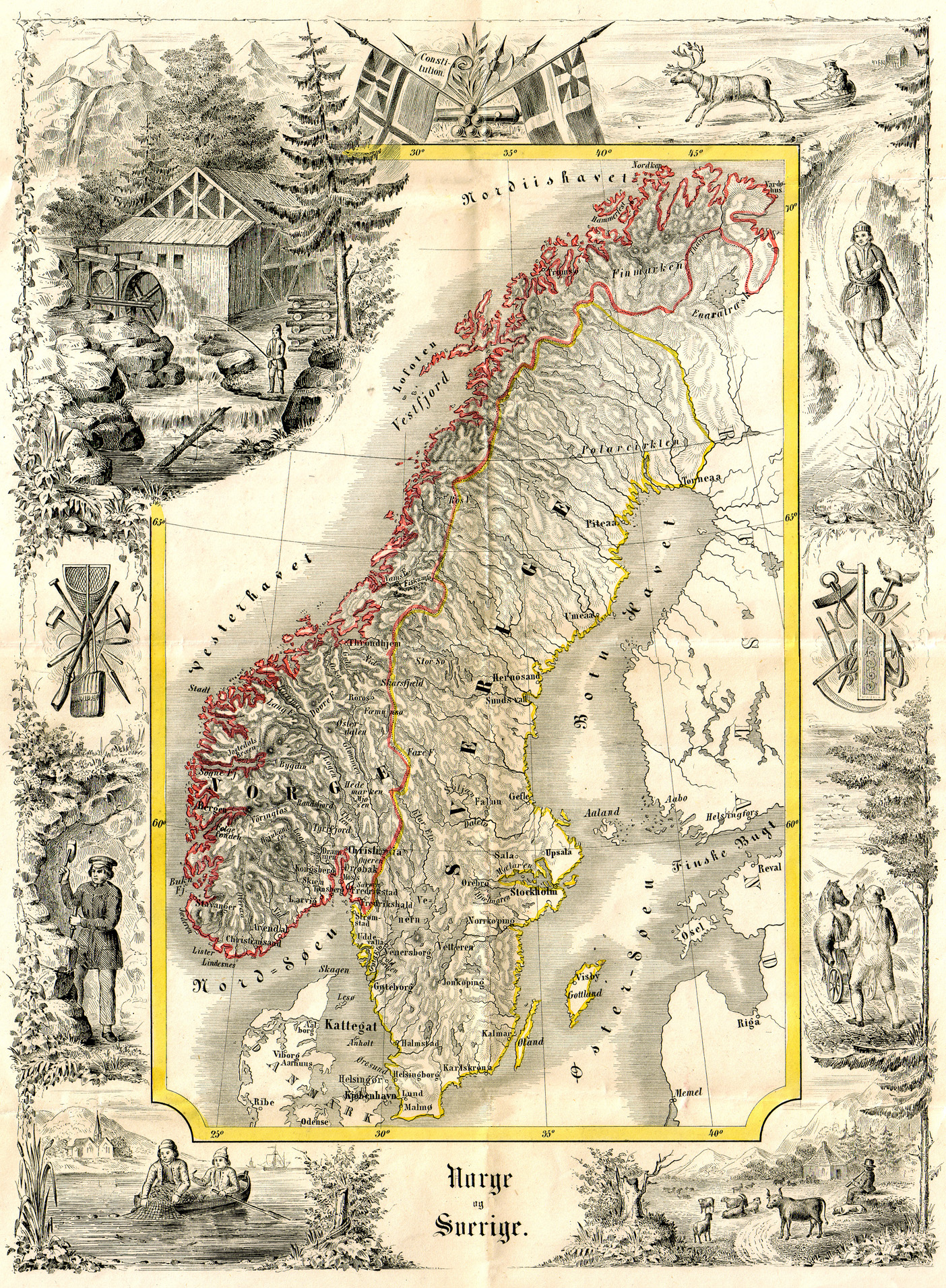
Skandynawia po 1814

Traktat kiloński – układ pokojowy zawarty pomiędzy Królestwem Szwecji a Królestwem Danii-Norwegii 14 stycznia 1814 w Kilonii. 

## Postanowienia traktatu
- król duński Fryderyk VI oddał Norwegię Szwecji;
- Dania miała zatrzymać Wyspy Owcze, Islandię i Grenlandię;
- ponadto w zamian za Norwegię, Szwecja oddała Danii Pomorze Szwedzkie.

## Następstwa
Traktat został zrealizowany tylko w części. W maju 1814 Norwegowie ogłosili powstanie niepodległego Królestwa Norwegii i dopiero po wojnie ze Szwecją uznali jej zwierzchnictwo (ale na zasadzie unii personalnej). Z kolei Pomorze Szwedzkie - decyzją mocarstw na kongresie wiedeńskim - w 1815 miało przypaść Prusom. Sprawę tę uregulowano umowami dwustronnymi pomiędzy zainteresowanymi państwami: 4 czerwca zawarto układ prusko-duński, na mocy którego Prusy otrzymały Pomorze Szwedzkie, a oddały udzielne księstwo Lauenburga i wypłaciły Fryderykowi VI 2,6 mln talarów; następnie 7 czerwca podpisano porozumienie prusko-szwedzkie, według którego Prusy wypłaciły Szwecji 3,5 mln talarów.